# 盧塢
盧塢（朝鮮語: 노오）は、朝鮮氏族の交河盧氏の始祖である。
父親は中国唐の翰林学士を務めていた時に新羅に派遣された盧穂である。その次男として生まれ、その後交河伯に封じられた。
盧塢の子孫の盧康弼は、高麗太祖王建の建国を支援し、統合三韓開國功臣と太子太師を拝命し、宣城府院君に任じられた。